# أوخانسك
اوخانسك (بالروسية: Оханск) هي إحدى مدن روسيا في الكيان الفدرالي الروسي بيرم كراي.